# NATO-Nordflanke
Als NATO-Nordflanke oder nur Nordflanke werden die nordeuropäischen Länder der NATO bezeichnet, welche von Russland bedroht werden. Zurzeit werden dazu Norwegen, Schweden, Finnland und im weiteren Sinne Island und Grönland (als autonomer Teil Dänemarks) gezählt.

## Geschichte

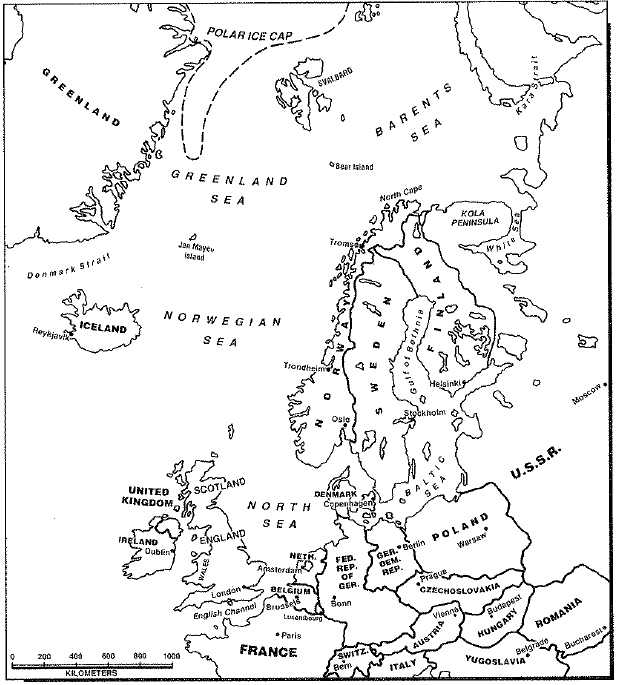
NATO-Nordflanke zur Zeit des Kalten Krieges (englisch, 1989)

Während des Kalten Krieges war die Nordflanke das Gebiet, welches mit der norwegischen Grenze in der Finnmark beginnt, weiter über Dänemark ging und in Westdeutschland in Schleswig-Holstein endete. Darüber hinaus sind die Norwegische See, die Nordsee, der Ostseezugang, aber auch die Ostsee selber Teil dieser Flanke gewesen. Wegen der Abgelegenheit von Nordnorwegen wurde befürchtet, dass die Sowjetunion schnell die Finnmark als auch Troms einnehmen könnte. Damit hätte die Sowjetunion eine größere Pufferzone zu seiner damaligen sowjetischen Oblast Murmansk mit zahlreichen militärischen Einrichtungen geschaffen. Auch wurde befürchtet, dass bei der Einnahme von Südnorwegen die Versorgung von Dänemark, Westdeutschland, die Niederlande und Belgien beeinträchtigt sein könnte oder gar isoliert wären. Dies hätte auch Auswirkungen auf die Zentrale Front der NATO gehabt, welche dann einen beeinträchtigten Nachschub erlitten hätten. Zur Verteidigung stehen der NATO jedoch keine Truppen in Norwegen oder Dänemark vor Ort zur Verfügung, weil beide Länder einer Stationierung ausländischer Truppen und Atomwaffen nur in Kriegszeiten zustimmten.